# プラトーン・システム
プラトーン・システム（platoon system）とは、野球の戦術の一つ。日本では「ツー・プラト（ー）ン（システム）」と呼ばれるほか、安易にこの手法を多用する監督に対し侮蔑的なニュアンスを伴って「左右病」（さゆうびょう）とも呼ばれる（後述）。

## 概要
「2個小隊」から来たもので、選手のオーダーを軍隊の小隊（プラトーン、プラトゥーン、platoon）になぞらえ、投手を除く守備のポジションについて複数パターンを用意し（ツー・アンド・モア）、試合によって使い分けることを指す。
通常は右打ちと左打ちの選手を用意し、相手の先発投手が右投げの場合は左打ちの選手、左投げの場合は右打ちの選手で構成されたオーダーを組む。この背景には、打者は一般に、自分と同じ利き手の投手よりも逆利きの投手と対戦した場合の方が、打率がよくなる傾向にあるとされる点が挙げられる。統計的には右打者は右投手を相手にする場合よりも左投手を相手にする方がおよそ1パーセント、左打者は左投手より右投手を相手にする方がおよそ3パーセント、平均打率が上がるとされる。
これ以外の区分によって選手を分けるものもある。たとえば、打率は低い傾向だが打つ時は本塁打が出る打者と、単打主体だが毎試合必ず打つ三割打者とを、使用する球場によって使い分けるケースがある。また、リードしている試合の終盤に、逃げ切りのために守備力に優れた選手のオーダーに切り替えるスタイルもプラトーン・システムに含まれる。
メジャーリーグでは、プラトーン・システムを積極的に採用する監督として、アール・ウィーバー、ケーシー・ステンゲル、ジョー・ジラルディ、ボブ・メルビンなどが、積極的に採用するチームとしてオークランド・アスレチックスなどが、それぞれ挙げられる。
また、プラトーン・システムで起用される選手は、どんなに試合の中で力を発揮しても、毎日フル出場するほどの価値を認められないケースがあるため、しばしばジャーニーマンとなったり、その後の契約で納得できる内容を勝ち取れなかったりすることが少なくない。一例として、李大浩は、シアトル・マリナーズ時代（2016年）に、シーズン前半を打撃好調の内容で過ごしながら、アダム・リンドとの一塁手でのプラトーン起用を覆すことができず、徐々に打撃を崩して、1シーズン限りでチームを去ることになった。
打席の左右との関連で言えば、上記の傾向はあくまで一般論であり、選手個々の相対的な力のバランスによっては必ずしも当てはまらない。このため、プラトーン・システムの適用はそのポジションに突出した力を持つ選手がいない（同等の力を持つ選手が複数いる）場合に多く見られる。

## 日本での適用
日本のプロ野球においては、巨人監督時代の水原茂が導入を試みたが、代打起用もしくは2箇所程度のポジションの併用に終わった。それ以降も投手以外のほとんどすべてのポジションに2人以上のレギュラーオーダーを併用するような形でペナントレースを行ったケースはなく、いくつかの守備位置に複数のレギュラークラスの選手を併用することを「ツープラトン」と呼ぶケースが大部分である。近藤貞雄は中日ドラゴンズ監督時代に、アメフト野球と通称される試合前半を攻撃力重視、後半を守備力重視のオーダーで切り替えるプラトーン・システムをしばしばおこなった。また、相手投手に応じて複数の打者を使い分けて起用する「日替わり打線」（猫の目打線）を採用するケースも存在する（仰木彬、ボビー・バレンタイン、 中嶋聡等）。
近年は予告先発の採用もあり、プラトーン・システムを採用する監督（チーム）が増加傾向にある。一例として、伊東勤は西武ライオンズ監督時代の2004年に、プラトーン・システムを積極的に用いて日本一に輝いた事例がある。
上述のことの影響もあり、ポジション単位での選手の併用について「左右病」（さゆうびょう）という揶揄表現が（主として）マスコミやネット上でしばしば用いられる。これは、「相対的な力量の差を無視して、形式的に左右の傾向を当てはめて選手起用をしている」「イチローや松井秀喜のように左打者でありながらも左投手が得意な選手に対して、データを無視して機械的に当てはめている」などという批判的な意味合いである（打者だけではなく、投手起用に関しても使われる）。